# Panorpa dichotoma
Panorpa dichotoma är en näbbsländeart som beskrevs av Miyamoto 1977. Panorpa dichotoma ingår i släktet Panorpa och familjen skorpionsländor. Inga underarter finns listade i Catalogue of Life.